# Kabaren
Die Kabaren, auch Kavaren oder Kawaren (griechisch Κάβαροι, Kabaroi), waren ein türkischer Stammesverband, der im 9. Jahrhundert im Zentrum der heutigen Ukraine in der weiteren Umgebung der Stadt Poltawa siedelte.

## Herkunft
Die Kabaren waren ein Teil der türkischen Chasaren, die unter ihren Fürsten im siebenten Jahrhundert nach Christus im nördlichen Kaukasus ein unabhängiges Khaghanat errichteten. Am Höhepunkt seiner Macht erstreckte sich das Chasarische Khaghanat im 9. Jahrhundert über die gesamte südrussische Steppe zwischen Wolga und Dnepr bis an den Kaukasus und im Norden bis jenseits des späteren Moskau.
Die Kabaren entstanden aus drei chasarischen Stämmen, die im neunten Jahrhundert gegen das Khaghanat der Chasaren rebelliert hatten. Ein Aufstand, der wichtig genug war, um im Werk De Administrando Imperio des Kaisers und Historikers Konstantin VII. (913–959) erwähnt zu werden.

## Verbindung mit den magyarischen Stämmen
Die Kabaren wurden in der Folge aus dem Khaghanat der Chasaren vertrieben und fanden Schutz bei dem magyarischen Stammesverband der Hét-Magyar (also der sieben magyarischen Stämme). Die drei kabarischen Stämme schlossen sich diesen an, als sie von der ukrainischen Steppe in das Karpatenbecken einwanderten und unterstützten sie bei der Eroberung des späteren Ungarn. Daher kommt die Vermutung, dass das Wort „Ungarisch“ vom türkischen On Ogur („Zehn Pfeile“) abgeleitet sein könnte, wenn dieser Ausdruck sich auf die sieben finno-ugrischen und die drei kabarischen Stämme bezogen hat.
Der magyarische Stammesverband lebte um 833 in loser Abhängigkeit vom Reich der Chasaren in der Landschaft Levédia zwischen den Flüssen Don und Dnepr. Um 850 oder 860 wurden sie aus ihren Sitzen von den Petschenegen vertrieben und ließen sich in der Gegend, die Kaiser Konstantin VII. als „Etelküzu“ (Etelköz) nannte, zwischen den Flüssen Dnepr, dem südlichen Bug, dem Dnister, dem Pruth und dem Sereth nieder. Der byzantinische Kaiser Leo VI. rief 894 die Ungarn zu Hilfe, da er gegen Simeon I. den Großen, den Zaren der Bulgaren, Krieg führte. Unter der Führung des Großfürsten Álmos überquerten daraufhin die Ungarn 895 die Donau und verwüsteten Bulgarien mit Feuer und Schwert. Die Bulgaren riefen daraufhin die Petschenegen zu Hilfe, die nunmehr Herren der Steppe waren, die die Ungarn von hinten angriffen und sie zwangen, sich in die Berge Siebenbürgens zurückzuziehen. Sie drangen jedoch bald darauf in den Westen vor, besiegten Svatopluk I., den Herrscher des Mährerreiches, und benutzten das Machtvakuum nach dessen Tod (895), um das Karpatenbecken zu besetzen. Sie kämpften auch als Verbündete des römisch-deutschen Königs Arnolf von Kärnten 898/99 in Italien. Nach dem Sieg der Ungarn über Svatopluk II., (906), der in den Kämpfen sein Leben verlor, brach das Mährerreich zusammen. Da auch das bayerische Heer unter Herzog Luitpold (Karantanien und Oberpannonien) in der Schlacht von Pressburg im Sommer 907 vernichtet wurde, konnten sich die Magyaren ungestört in Ungarn niederlassen.

## Ansiedlung in Ungarn
Die Kabaren ließen sich insbesondere im Komitat Bihar des späteren Königreiches Ungarn (heute in den Komitaten Hajdú-Bihar und Békés, aber zum größeren Teil im Kreis Bihor in Rumänien) sowie in Siebenbürgen nieder. Einige Historiker vermuten, dass der in der Gesta Hungarorum erwähnte Fürst Marot und sein Enkel Menumorut, der Herzog von Bihar, kabarischer Herkunft waren. Es gibt Hinweise darauf, dass sich Kabaren auch im Fürstentum Kiew ansiedelten. Zumindest Teile der Kabaren hatten die jüdische Religion angenommen, andere waren jedoch Christen, Muslime oder Schamanisten. Die Anwesenheit einer türkischen Aristokratie unter den Ungarn könnte das byzantinische Protokoll unter Kaiser Konstantin VII. Porphyrogenetos erklären, wonach beim Austausch von Botschaftern ungarische Herrscher immer als „Fürsten der Türken“ bezeichnet wurden. Die Kabaren assimilierten sich schließlich mit der ungarischen Bevölkerung.

## Verbliebene Spuren
Über die Herkunft der Szekler, die als Grenzwächter des ungarischen Gyepű-Systems dienten und im späten Mittelalter neben dem magyarischen Adel und den Siebenbürger Sachsen eine der drei konstituierenden Nationen Siebenbürgens bildeten, werden verschiedene Thesen vertreten, darunter auch die, dass sie zu den Nachkommen der Kabaren zählen. Einige ihrer kulturellen und linguistischen Besonderheiten könnten daher auf diese Ursprünge zurückgehen.
Eine Spur haben Historiker auch in der Person von Sámuel Aba, König von Ungarn von 1041 bis 1044, (* ca. 990; † ermordet zu Füzesabony 5. Juli 1044, begraben in der Abtei von Sáros) gefunden. Dies, da er als Sohn des Shaba gilt, der 1001 Palatin von Ungarn und zugleich Stammesfürst der Kabaren war. Erst anlässlich der Vermählung seines Vaters mit Sarolta, der jüngsten Schwester von König Stephan I. dem Heiligen von Ungarn (1000–1038) – des ersten christlichen Königs von Ungarn – hätten auch die Kabaren begonnen, sich zum Christentum zu bekehren. König Samuel Aba, der somit ein Neffe von König Stephan I. von Ungarn war, folgte 1041 als dritter König von Ungarn nachdem er seinen Vetter und Vorgänger, den Venezianer Peter Orseolo, der ein Sohn von Maria, einer älteren Schwester von König Stephan I. war, vertrieben hatte. Seine Herrschaft währte jedoch nur kurz: Er brachte Adel und Klerus gegen sich auf und wurde nach Einfällen in die Markgrafschaft Österreich – wo ihn Markgraf Adalbert der Siegreiche 1042 schlug – internen Revolten und der Niederlage gegen König  Heinrich III. in der Schlacht bei Menfö gefangen genommen und am 5. Juli 1044 als Usurpator hingerichtet.
Damit ist jedoch das Kapitel nicht beendet, da es von ihm eine nicht unerhebliche Zahl von Nachkommen gibt. Dazu gehören insbesondere die ungarischen Adelsfamilien, die als „de genere Aba“ (aus dem Geschlecht des Aba) bezeichnet werden. Diese bewahren damit vielleicht bis zum heutigen Tag eine genetische Erinnerung an das Erbe der Kabaren.